# ژان-ماتئو باهویا
ژان-ماتئو باهویا (انگلیسی: Jean-Mattéo Bahoya؛ زادهٔ ۷ مهٔ ۲۰۰۵) بازیکن فوتبال اهل فرانسه است که در حال حاضر برای باشگاه فوتبال آینتراخت فرانکفورت بازی می‌کند. 
وی همچنین در تیم‌های ملی فوتبال زیر ۱۸ سال فرانسه و زیر ۱۹ سال فرانسه بازی کرده است.